# Fire forming

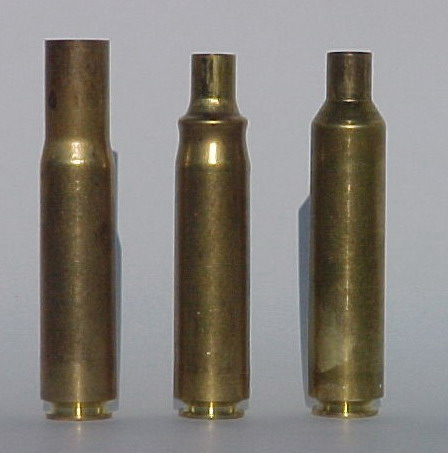
Um cartucho .425 Westley Richards padrão à esquerda; um .425 Westley Richards trabalhado com fire forming ao centro e um .284 Aquiles também trabalhado com fire forming à direita

O termo fire forming em armas de fogo refere-se ao processo de remodelar um estojo de cartucho metálico para caber em uma outra câmara, disparando-o dentro desta. Isso pode expandir um cartucho para um novo tamanho, como um cartucho wildcat, ou apenas para a câmara de uma pistola específica.[carece de fontes?]